# 자유-노동 (뉴질랜드)

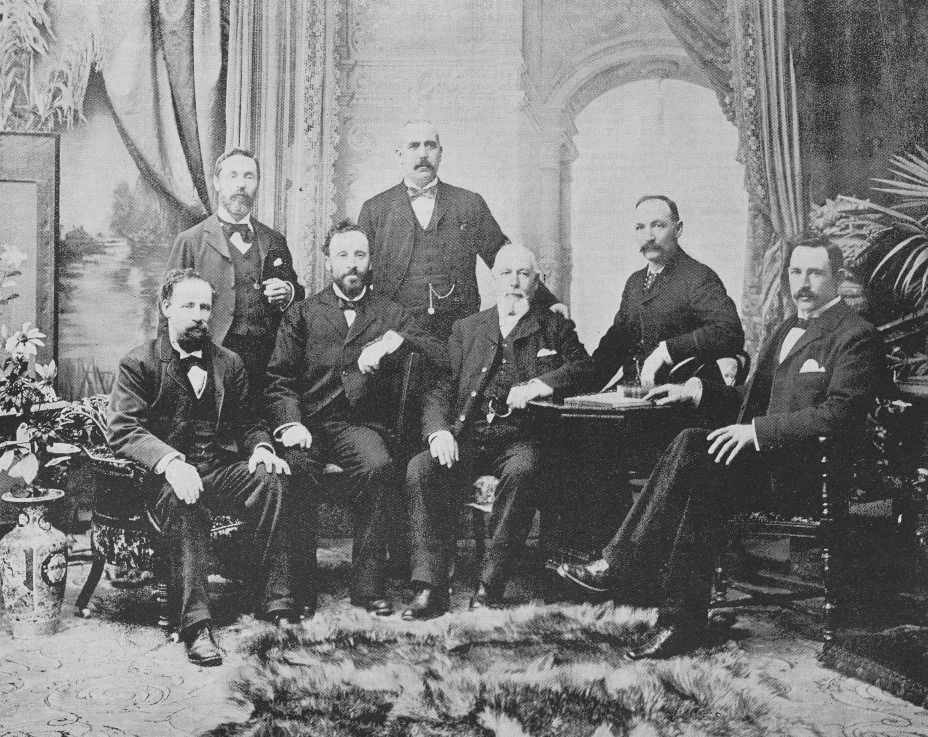
뉴질랜드 자유- 노동 하원의원, 1896. 뒤 : 윌리엄 태너, 아서 모리슨, 존 A. 밀라르. 앞 : 윌리엄 어니쇼, 제임스 켈리, 데이비드 핑커튼, 린제이 뷰익.

자유- 노동 (자유노동, 종종 "Lib-Lab"이라 불리기도 한다)는 19세기 후반과 20세기 전반의 10년 동안 뉴질랜드의 정치 협회였다.

## 역사
처음에 자유-노동의 후보자들은 대개 자유당의 일원으로서 노동운동의 지지를 받았거나 국회에서 노동자와 노동조합을 대표하여 지지했다. 이는 주로 초기 노조원들이 대부분 반정치적이었던 결과였다. 1890년에 자유당과 노동 동조자들이 서로 협력하는 "리브-랩" 동맹이 있었다. 두 사람은 여러 대의 선거인단에서 합산된 표로 출마한 후보들에 대해 합의했다. 마찬가지로, 한 명의 정부 구성원과 경쟁하고 있는 다른 국가들에서는, 양쪽의 지지자들이 서로의 후보를 지지했다.
1890년 자유당이 정권을 잡았을 때, 존 발랑스의 코커스 소속 의원 5명이 '라부르' 하원의원을 자처했다. 그들은 노동당의 "당" 출신이라고 주장했지만, 대부분 그들이 자유당의 노동당의 "행동"에 불과하다고 여겨졌다. 1893년 선거에서 그들은 노동당의 이익을 대변하는 것으로 확인된 두 명의 자유당원들과 함께 참여하였다. 그러나 1896년에 3명의 노동당원이 패배하였고 나머지 노동당과 동조된 자유당이 다른 자유당과 더욱 확실하게 합병되었다. 자유당은 1899년 노동조합의 정식 지원을 끌어들이기 위해 자유당연맹을 창설함으로써 노조원들과의 지지기반을 강화하려고 시도했다. 특히 1908년과 1911년 선거에서 두 번째 투표에서 자유당과 노동당 사이에 많은 선거 동맹이 형성되었다.
1904~13년 동안 자유당과 분리하기 위한 이 문제에 대한 노조원들의 논쟁이 증가했고, 결국 1916년 현재의 노동당이 탄생하게 되었다.

## 저명한 자유당 의원들
| 이름                   | 유권자                                                | ~부터               | ~까지               | 비고                                            |
| ---------------------- | ----------------------------------------------------- | ------------------- | ------------------- | ----------------------------------------------- |
| William Tanner         | Heathcote Avon                                        | 1890 1893           | 1893 1908           | 의회에 선출된 "첫 번째 노동당 후보"로 간주된다. |
| William Earnshaw       | Peninsula City of Dunedin                             | 1890 1893           | 1893 1896           |                                                 |
| Tommy Taylor           | Christchurch North                                    | 1908                | 1911                | 신자유당 하원의원 1905년, 재임 중 사망          |
| Sydney George Smith    | Taranaki                                              | 1919                | 1922                | 1922년 자유당 가입                              |
| Robert Beatson Ross    | Pahiatua                                              | 1905                | 1911                |                                                 |
| Lindsay Buick          | Wairau                                                | 1890                | 1896                |                                                 |
| John Hutcheson         | City of Wellington                                    | 1896                | 1902                |                                                 |
| John A. Millar         | Chalmers City of Dunedin Dunedin Central Dunedin West | 1893 1896 1905 1911 | 1896 1905 1911 1914 | 1905년 이후부터 자유주의만                      |
| James Whyte Kelly      | Invercargill                                          | 1890                | 1899                |                                                 |
| James Thomas Hogan     | Wanganui                                              | 1905                | 1911                | 랑기티케이 독립 하원의원, 1928-31               |
| James Frederick Arnold | City of Dunedin Dunedin South Dunedin Central         | 1899 1905 1908      | 1905 1908 1911      |                                                 |
| Ebenezer Sandford      | City of Christchurch                                  | 1891                | 1893                | 보궐선거 첫 당선                                |
| David Pinkerton        | City of Dunedin                                       | 1890                | 1896                |                                                 |
| Alfred Barclay         | City of Dunedin Dunedin North                         | 1899 1905           | 1902 1908           |                                                 |

## 참고 링크
- Brown, Bruce (1962). The Rise of New Zealand Labour: A history of the New Zealand Labour Party. Wellington: Price Milburn.
- Hamer, David A. (1988). The New Zealand Liberals: The Years of Power, 1891–1912. Christchurch.
- Gustafson, Barry (1980). Labour's path to political independence: The Origins and Establishment of the New Zealand Labour Party, 1900–19. Auckland, New Zealand: Auckland University Press. ISBN 0-19-647986-X.